# Кривомазов, Александр Николаевич
Александр Николаевич Кривомазов (30 мая 1947 — 22 февраля 2024) — советский и российский ученый, специалист в области истории физики, редактор, издатель и деятель в сфере научно-технической информации. Организатор квартирников — неофициальных литературных и музыкальных вечеров в Москве в 1975—1983 годах.

## Биография и образование
Родился 30 мая 1947 года. В 1971 году окончил Московский инженерно-физический институт. Спустя некоторое время начал работать в секторе истории физики Института физики и технологий АН СССР.

## Научная деятельность
В 1975 году защитил кандидатскую диссертацию по теме «История открытия закона радиоактивных смещений и изотопии радиоактивных элементов». В научных кругах он известен как автор и соавтор нескольких монографий, среди которых:
- Учение о периодичности и учение о радиоактивности (совместно с Трифоновым Д. Н. и Лисневским Ю. И., 1974)
- Правило сдвига и явление изотопии (совместно с Вяльцевым А. Н. и Трифоновым Д. Н., 1976)

Фредерик Содди (1978)
Также он являлся редактором перевода книги Ф. Содди «История атомной энергии» (1979).

## Деятельность в издательской сфере
В 1989 году основал издательство «Интерсоциоинформ», которое выпускало актуальные ежемесячные деловые и компьютерные журналы, способствовавшие развитию деловой активности в стране.
Работа в сфере научно-технической информации
В 1990 году перешел на работу в сектор истории научно-технического прогресса (НТР), занимался вопросами научно-технической информации.
Умер 22 февраля 2024 года.

## Литературные вечера
С мая 1975 года по февраль 1983 года, в его квартире (иногда- в квартирахдрузей) было организовано свыше 350 литературных и музыкальных вечеров. У него дома выступали Василий Аксенов, Аркадий Стругацкий, Евгений Рейн, Дмитрий Пригов, Венедикт Ерофеев,  Аркадий Штейнберг, Марк Розовский, Александр Ревич и другие авторы.
Eдинственное сохранившееся авторское чтение поэмы «Москва — Петушки» было сделано в его квартире.

## Монографии
- Трифонов Д. Н., Кривомазов А. Н., Лисневский Ю. И. Учение о периодичности и учение о радиоактивности. М.: Атомиздат, 1974; 248 с.; Вяльцев А. Н., Кривомазов А. Н., Трифонов Д. Н. * Правило сдвига и явление изотопии М.: Атомиздат, 1976. 208 с.; Кривомазов А. Н. Фредерик Содди. 1877—1956. М.: Наука, 1978. 207 с. Кроме того, А. Н. Кривомазов явился редактором перевода книги Ф. Содди: «История атомной энергии» (1979). В 1989 г. он основал издатель